# Dioclea mollis
Dioclea mollis är en ärtväxtart som beskrevs av Dc. Dioclea mollis ingår i släktet Dioclea och familjen ärtväxter. Inga underarter finns listade i Catalogue of Life.